# Морозівська Дача (пам'ятка природи, Лубни)
Моро́зівська Да́ча — ботанічна пам'ятка природи місцевого значення в Україні. Розташована в межах Лубенського району Полтавської області, між містом Лубни (північна околиця) і селами Клепачі та Вільшанка. 
Площа 865 га. Статус присвоєно згідно з рішенням облвиконкому № 329 від 22.07.1969 року. Перебуває віданні ДП «Лубенський лісгосп» (Приміське л-во, кв. 27-50). 
Статус присвоєно для збереження лісового масиву, в деревостані якого переважають насадження дуба, явора з домішкою граба звичайного та черешні пташиної, які перебувають в регіоні на межі суцільного поширення. 
Це цінний лісовий природний комплекс з типовим біорізноманіттям на правому корінному березі річки Сула. 
Тут зростають цінні рослинні угрупованнями дібров, вікові дуби та граби. Трапляється 16 рідкісних видів рослин і 19 рідкісних видів тварин.